# An Phú, Lục Yên
An Phú là một xã thuộc huyện Lục Yên, tỉnh Yên Bái, Việt Nam.

## Địa lý
Xã An Phú nằm ở phía nam huyện Lục Yên, có vị trí địa lý:
- Phía đông và nam giáp huyện Yên Bình
- Phía tây giáp xã Phan Thanh
- Phía bắc giáp xã Minh Tiến.

Xã An Phú có diện tích 42,61 km², dân số năm 2019 là 4.905 người, mật độ dân số đạt 115 người/km².

## Lịch sử
Trước đây, An Phú là một xã thuộc huyện Yên Bình.
Ngày 28 tháng 1 năm 1967, Bộ Nội vụ ban hành Quyết định số 21-NV về việc chuyển xã An Phú thuộc huyện Yên Bình về huyện Lục Yên quản lý.